# بيت السند (الرجم)

تعديل مصدري - تعديل

بيت السند هي إحدى قرى عزلة بني الغذيفي بمديرية الرجم التابعة لمحافظة المحويت، بلغ تعداد سكانها 897 نسمة حسب تعداد اليمن لعام 2004.